# جولي آن بيترز
جولي آن بيترز (بالإنجليزية: Julie Anne Peters)‏ هي كاتبة للأطفال ومهندسة وكاتِبة أمريكية، ولدت في 16 يناير 1952 في جيمستاون في الولايات المتحدة.